# Mickey's Soundsational Parade
Mickey's Soundsational Parade est une parade lancée le 17 mai 2011 à Disneyland en Californie. Elle remplace Celebrate! A Street Party. La parade est présentée en journée et en soirée en saison estivale.
La parade, imaginée par Kevin Kidney, Jody Daily, John Addis et Steve Davison, est inspirée par les musiques Disney. La bande son utilisée pour cette parade est une adaptation de la Flights of Fantasy Parade jouée à Hong Kong Disneyland.

## Les chars
- Pre-Parade : Basé sur le film La Reine des neiges, cette unité a été ajoutée à la parade du 13 juin 2014 à 2015. Olaf rêve de l'été accompagné d'Anna et Elsa[5].
- Mickey Strikes Up the Band! : Mickey Mouse joue de la batterie accompagné d'autres artistes jouant du tambour et des cymbales au rythme de la musique. Minnie l'accompagne sur le char. Tic et Tac poussent un petit char sur lequel Dingo saluent le public.
- Aladdin's Magical Cymbal Celebration : Un cortège de danseuses, mené par le Génie escorte le char du prince Ali (Aladdin). Un petit char suit l'ensemble. Il représente Abu en jouet mécanique.
- Sebastian's Calypso Carnival : Basé sur le film La Petite Sirène, Ariel, Sébastien et plusieurs poissons chantent et jouent de la musique sous l'océan.
- Donald's Fiesta Fantastico : Le char suivant met en vedette Donald, José Carioca et Panchito Pistoles des Trois Caballeros.
- Royal Princess Romantic Melodies : Ce char rassemble plusieurs princesses Disney dont Blanche-Neige, Aurore, Raiponce, Belle et Cendrillon.
- Simba's Beastly Beats : Une troupe de danseurs accompagnés par King Louie du Livre de la jungle et Terk de Tarzan dansent devant le char consacré au Roi lion. Le personnage de Simba représentant par un animatronique a parfois été remplacé par Rafiki.
- Tiana's New Orleans Jazz Jubilee : Basé sur La Princesse et la Grenouille, Tiana et Louis l'alligator trompettiste dansent au son du Jazz de la Nouvelle Orléans.
- Peter Pan's Neverland Buccaneer Blast : Peter Pan en perpétuelle bataille contre le Capitaine Crochet précèdent un char sur lequel domine la fée Clochette.
- Mary Poppin's Spoonful of Rhythm : La parade se termine sur cette unité composée des danseurs ramoneurs issus du film musical Mary Poppins. Mary Poppins et Bert, à dos de chevaux de carrousels font la course au son d'un medley des musiques du film.

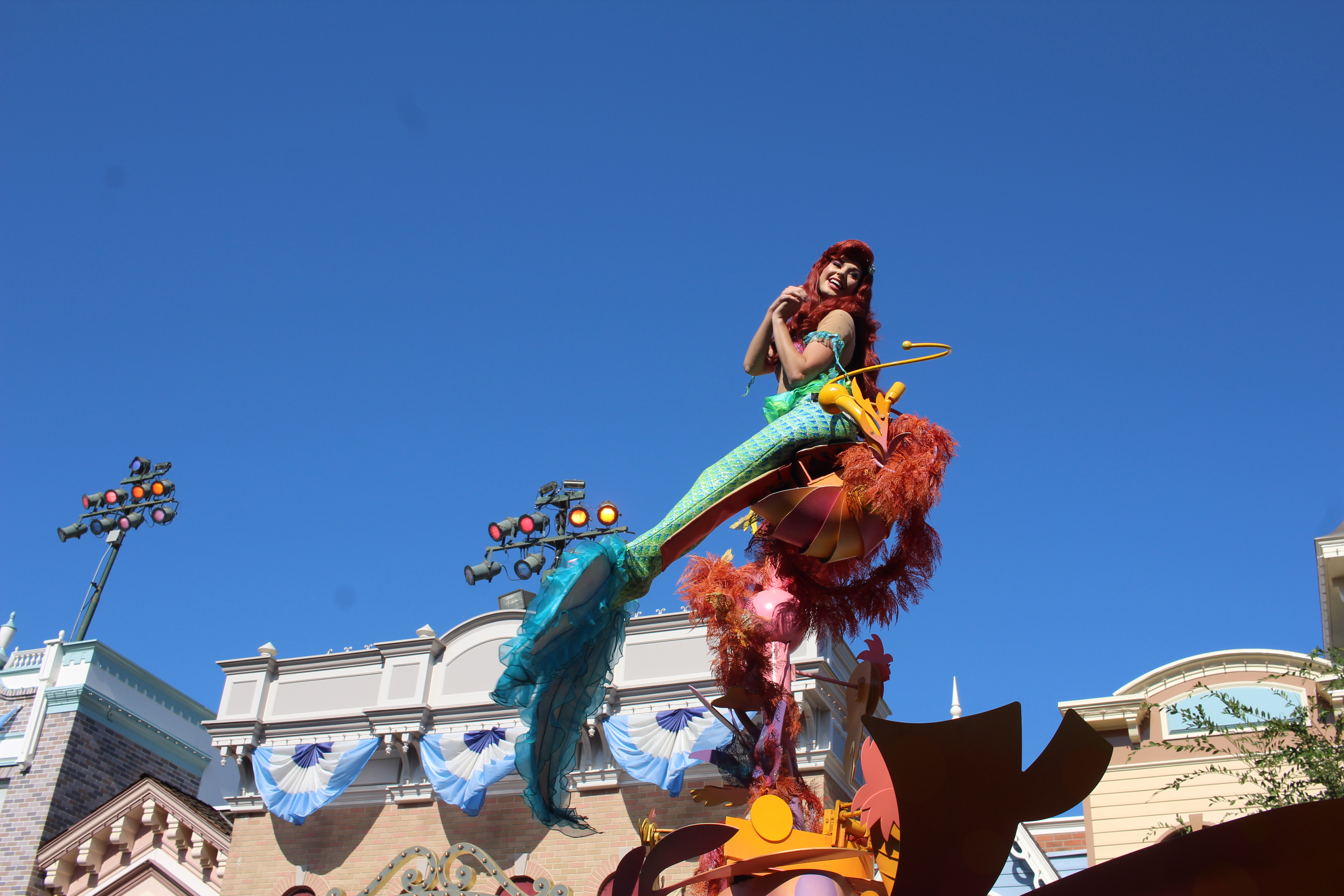
Ariel, la petite sirène au sommet de son char
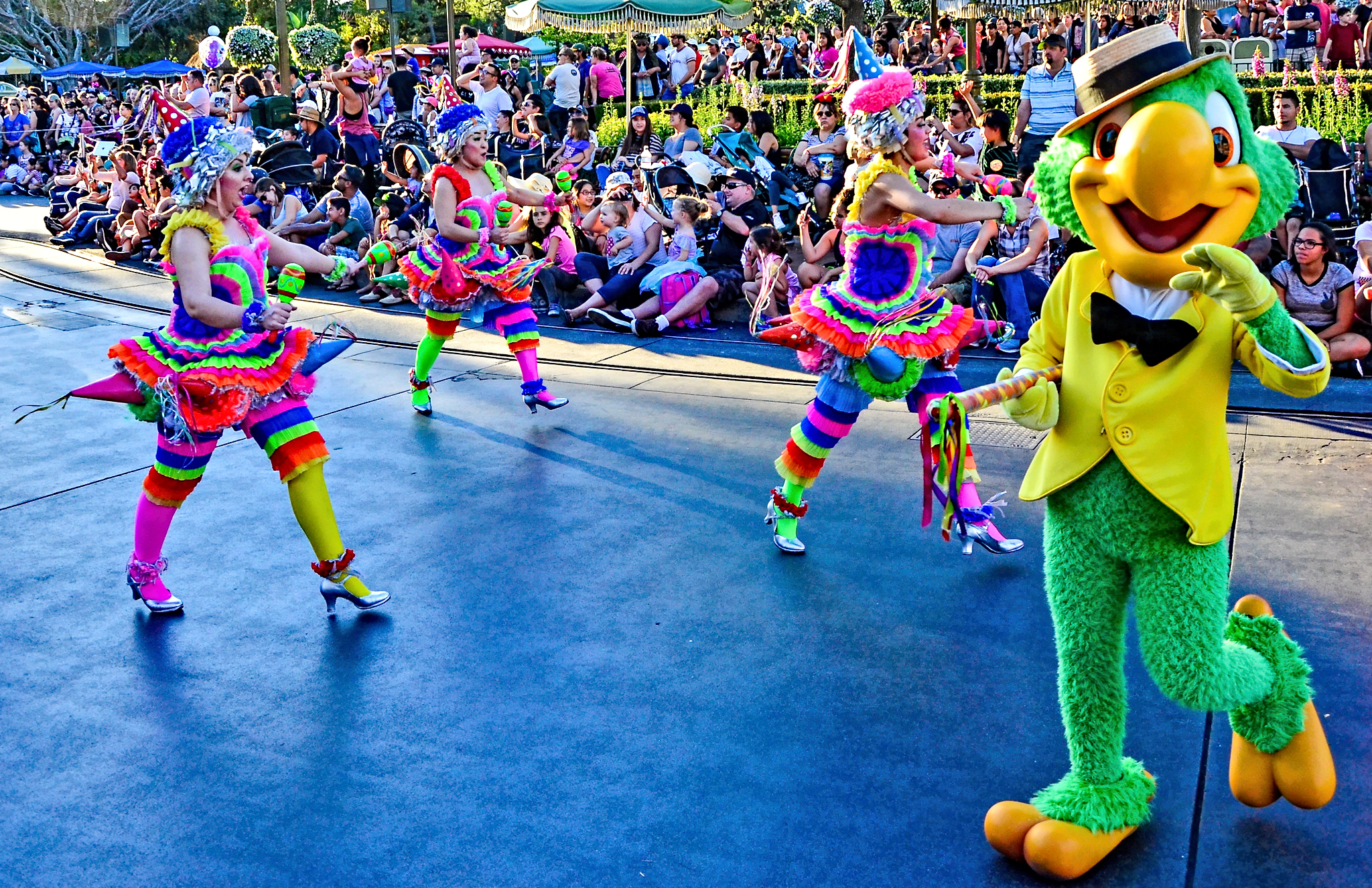
José Carioca accompagné de danseuses
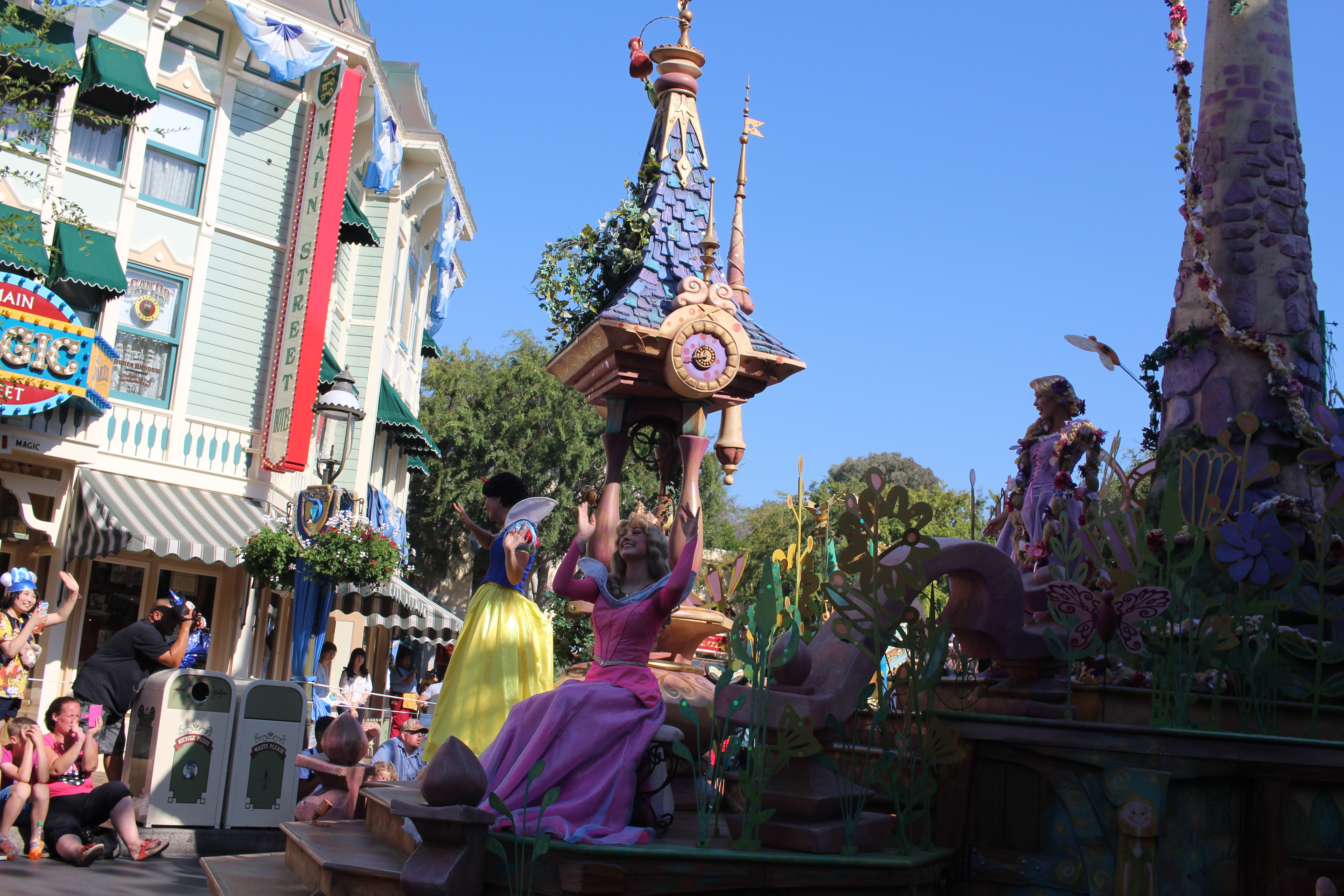
Le char dédié aux princesses Disney
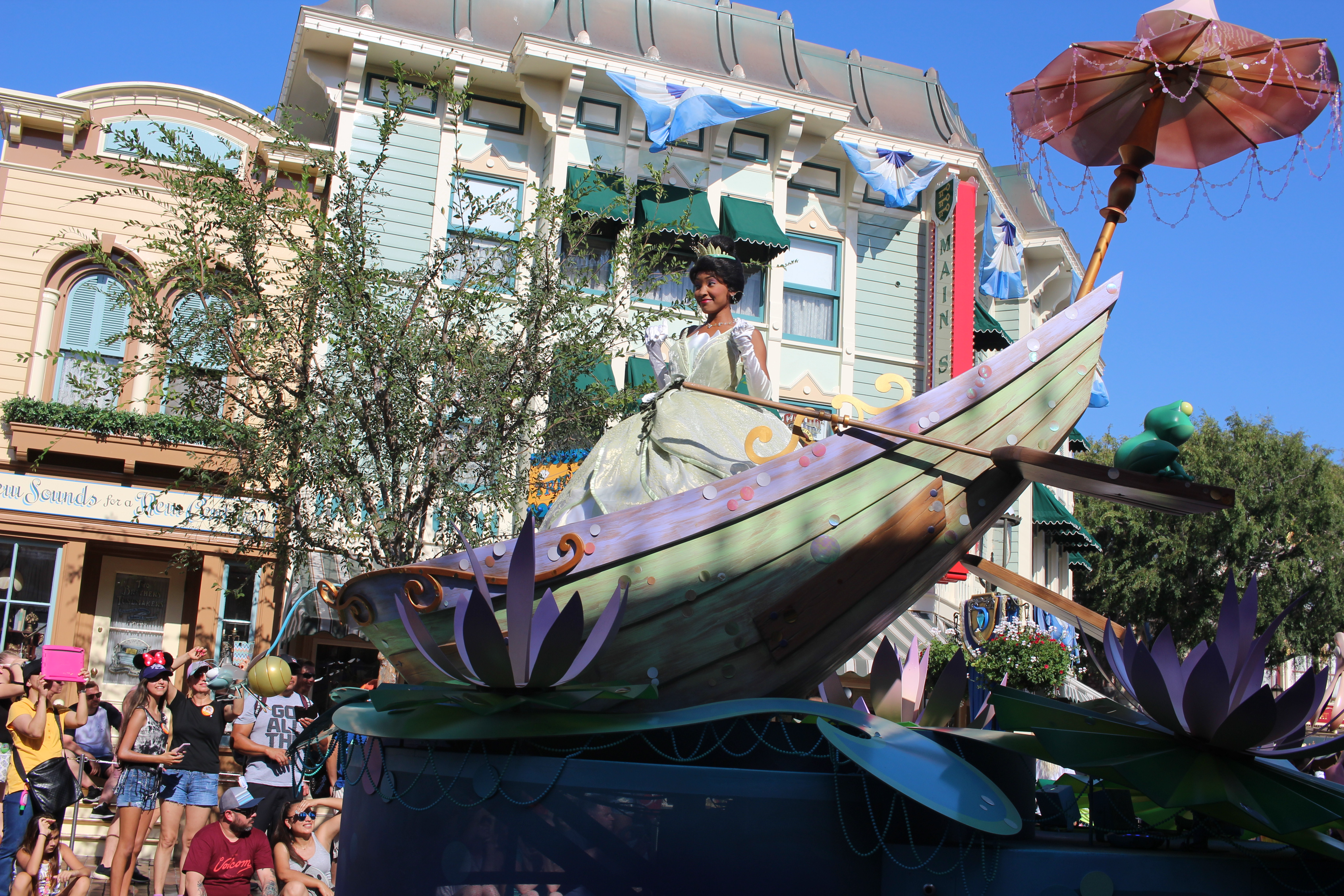
Tiana sur son bateau
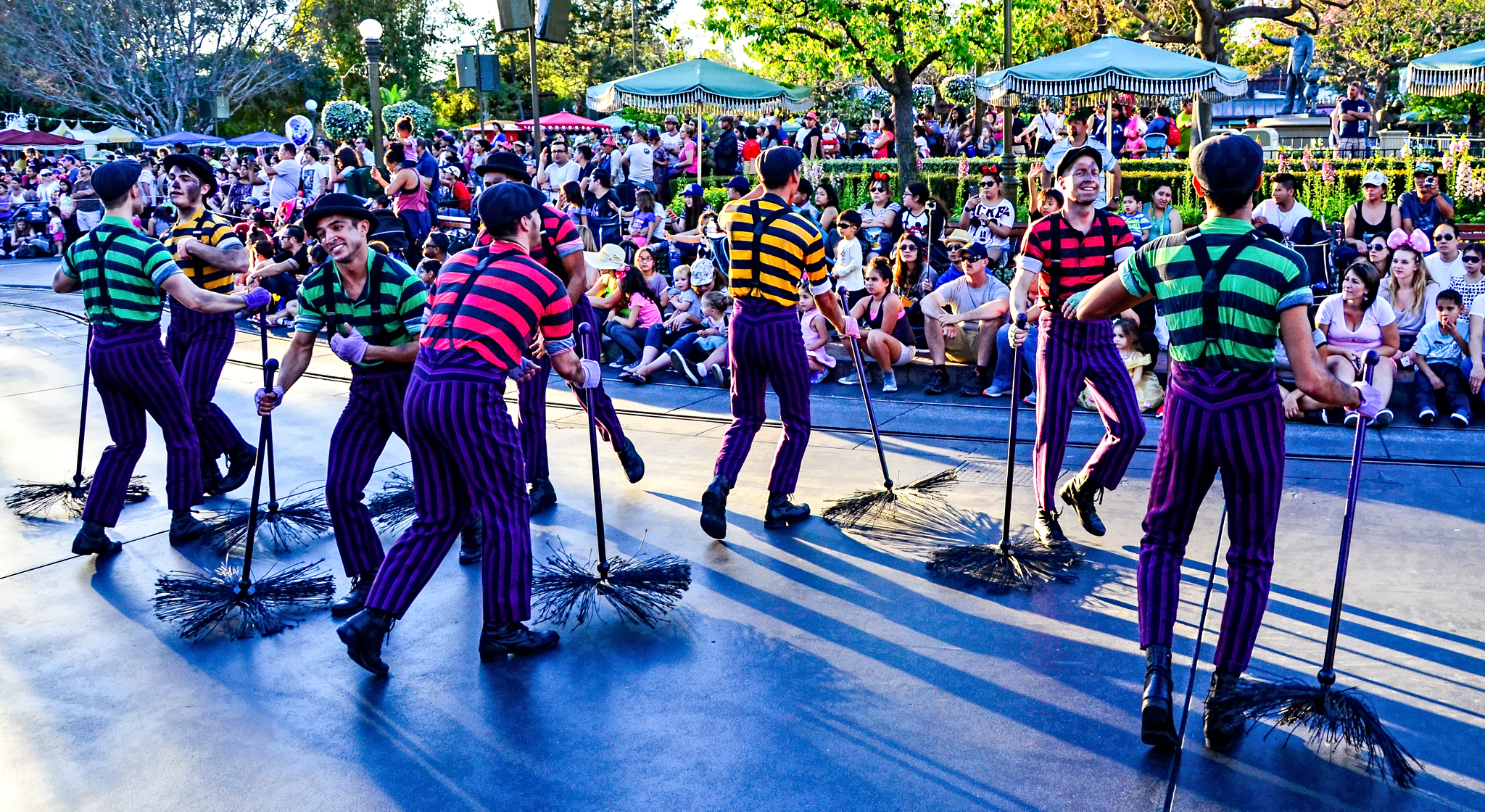
Les danseurs ramoneurs
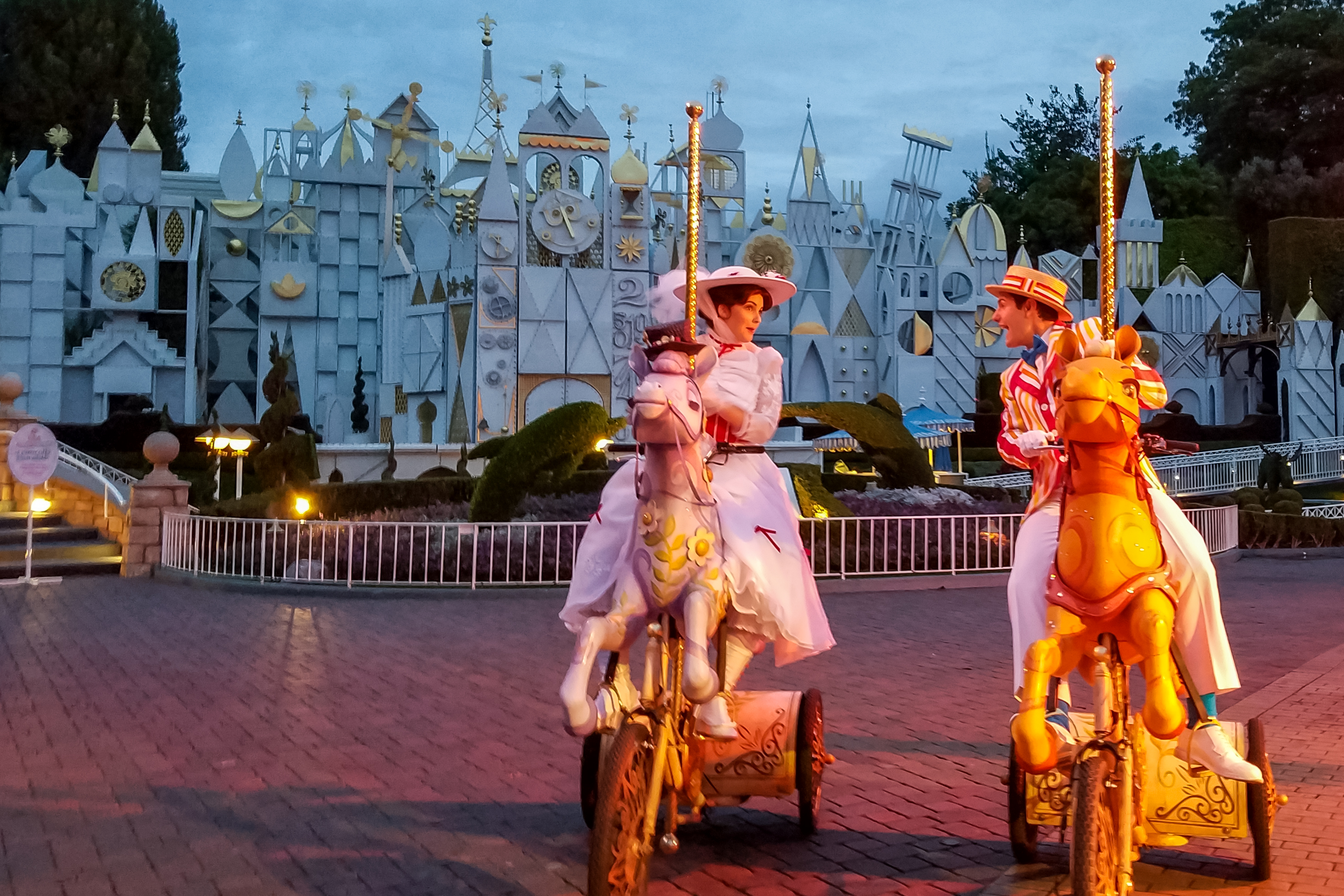
Mary Poppins et Bert devant It's a Small World

## Disneyland
- Première représentation : 27 mai 2011
- Durée : Environ 20 min
- Parade précédente :
  - Celebrate! A Street Party (2009-2011)
- Parade suivante :
  - Pixar Play Parade